# Oslo, 31 sierpnia
Oslo, 31 sierpnia (norw. Oslo, 31. august) – norwesko-duńsko-szwedzki dramat filmowy z 2011 roku w reżyserii Joachima Triera. Zdjęcia kręcono w Oslo. Film miał swoją premierę w konkursie głównym podczas 64. MFF w Cannes.
Obraz został wyróżniony nagrodami dla najlepszego filmu oraz za najlepsze zdjęcia na MFF w Sztokholmie (gdzie przedstawiciel jury Whit Stillman nazwał go „idealnie namalowanym portretem pokolenia”) oraz był norweskim kandydatem do Oscara dla najlepszego filmu nieanglojęzycznego w 2012. W 2012 zdobył główną nagrodę, Transilvania Trophy, podczas MFF Transilvania w Rumunii. Otrzymał także dwie statuetki Amandy dla najlepszego reżysera i montażysty.

## O filmie
Pomysł na film o narkomanie powstał kiedy Joachim Trier i współscenarzysta Eskil Vogt przeczytali francuską powieść Błędny ognik napisaną przez Pierre’a Drieu la Rochelle w 1931. Do inspiracji stylu filmu należą też dzieła Roberta Bressona. Reżyser chciał pokazać realnie upływający czas i użyć pewnych aspektów dokumentalnych. Film został więc nakręcony Stedicamem, bez statystów – występowali w nim tylko prawdziwi ludzie.
Scenariusz został napisany z myślą o Andersie Danielsenie Lie. Główny aktor (wówczas studiował medycynę), musiał do roli nabrać ciała i zainteresować się środowiskiem narkomanów; przeprowadził wywiady z terapeutami, byłymi i aktywnymi narkomanami (w tym z przyjacielem reżysera), uczęszczał na spotkania Anonimowych Narkomanów oraz pracował jako lekarz w klinice dla uzależnionych. Żaden z norweskich aktorów nie pasował do roli przyjaciela Andersa, Thomasa, więc reżyser wybrał do niej dziennikarza, Hansa Olava Brennera.

## Fabuła
Anders jest leczącym się narkomanem w szpitalu rehabilitacyjnym w Oslo. Przy pierwszej możliwości wyjazdu na noc z centrum rehabilitacji spotyka dawną dziewczynę, a następnie próbuje popełnić samobójstwo, wypełniając kieszenie i wchodząc do rzeki. Niezdolny do tego, wraca do ośrodka rehabilitacyjnego, gdzie nie wspomina o samobójczej próbie w terapii grupowej.
W dniu 30 sierpnia otrzymuje jednodniowy urlop na rozmowę kwalifikacyjną w centrum miasta. Kieruje się najpierw do swego przyjaciela, Thomasa. Wymieniają swoje spostrzeżenia na temat życia, po czym Anders otrzymuje zaproszenie na imprezę prowadzoną przez ich wspólną przyjaciółkę Mirjam. Anders idzie na rozmowę kwalifikacyjną, ta jednak się nie powodzi. Anders planuje spotkać się z siostrą, Niną, ale jest zaskoczony i zły, gdy okazuje się, że zamiast niej pojawia się inna dziewczyna, Tove. Ma ona odprowadzić do domu rodzinnego, ale Anders odmawia jej towarzystwa i zostawia kobietę samą. Idzie do Mirjam na spotkanie z Thomasem. Tam, pomimo swego odwyku, zaczyna pić. Po rozmowie o życiu z gospodynią, Anders kradnie pieniądze biesiadników i ucieka. Anders udaje się do swojego dawnego dealera narkotyków, gdzie kupuje heroinę. Spotyka pewną grupę, z którą imprezują do rana, a następnie pływają w miejskim basenie.
Anders w końcu udaje się do domu rodzinnego. Po raz trzeci tego dnia dzwoni do Iselin, swojej dziewczyny, i przeprasza za kłopoty. Wraca do swojej dziecięcej sypialni, gdzie popełnia samobójstwo.

## Obsada
- Anders Danielsen Lie − Anders
- Hans Olav Brenner − Thomas
- Ingrid Olava − Rebekka
- Malin Crépin − Malin
- Aksel Thanke − Terapeuta
- Øystein Røger − David
- Tone Beate Mostraum − Tove
- Kjærsti Odden Skjeldal − Mirjam
- Petter Width Kristiansen − Petter
- Emil Lund − Calle
- Johanne Kjellevik Ledang − Johanne
- Renate Reinsve − Renate
- Andreas Braaten − Karsten
- Anders Borchgrevink − Øystein

## Odbiór
| Gazeta Prawna      | [ 14 ] |
| Filmweb            | [ 15 ] |
| View London        | [ 16 ] |
| Cinema em Cena     | [ 17 ] |
| Film Threat        | [ 18 ] |
| Chicago Sun-Times  | [ 19 ] |
| Chicago Sun-Times  | [ 19 ] |
| Roger Erbert       | [ 20 ] |
| The Guardian       | [ 21 ] |
| The Star           | [ 22 ] |
| Movies             | [ 23 ] |
| The Globe and Mail | [ 24 ] |
| Philly             | [ 25 ] |
| Paste Magazine     | [ 26 ] |
| Time Out           | [ 27 ] |
| Slant Magazine     | [ 28 ] |
| Scotsman           | [ 29 ] |
| The Telegraph      | [ 30 ] |
| Empire             | [ 31 ] |
| Radio Times        | [ 32 ] |

Film Oslo, 31 sierpnia, spotkał się z szerokim uznaniem zarówno krytyków filmowych, jak i od publiczności. Według Rotten Tomatoes 98% krytyków oceniło film pozytywnie. Metacritic informuje, że film ma 84 na 100 punktów. Roger Ebert z „Chicago Sun-Times” dał filmowi cztery z czterech gwiazdek i stwierdził, że film jest „cichym, głębokim, jednym z najbardziej uważnych i współczujących filmów”, jakie widział. Ebert uznał go także za dziewiąty najlepszy film roku.